# كورين كليري
كورين كليري (مواليد 23 مارس 1950) هي ممثلة فرنسية، أشتهرت لدورها في فيلم قصة أو (1975) وحاصد القمر (1979).

## روابط خارجية
- كورين كليري على موقع IMDb (الإنجليزية)
- كورين كليري على موقع روتن توميتوز (الإنجليزية)
- كورين كليري على موقع ألو سيني (الفرنسية)
- كورين كليري على موقع أول موفي (الإنجليزية)
- كورين كليري على موقع قاعدة بيانات الأفلام السويدية (السويدية)
- كورين كليري على موقع ديسكوغز (الإنجليزية)
- كورين كليري على موقع قاعدة بيانات الفيلم (الإنجليزية)
- كورين كليري على موقع كينوبويسك (الروسية)